# GEAS Basket 2021-2022
Questa voce raccoglie le informazioni riguardanti il Geas Basket Sesto San Giovanni nelle competizioni ufficiali della stagione 2021-2022.

## Stagione
Nella stagione 2021-2022 il Geas Basket Sesto San Giovanni, sponsorizzato Allianz, ha disputato per la trentaduesima volta la massima serie.

## Verdetti stagionali
- Serie A1: (27 partite)

stagione regolare: 9º posto su 14 squadre (12-14).
- Coppa Italia:

Quarti di finale persi contro Venezia (72-85).

## Rosa
Dal sito ufficiale.
| Allianz Geas Sesto San Giovanni | Allianz Geas Sesto San Giovanni |
| Giocatrici                      | Staff tecnico                   |
| ------------------------------- | ------------------------------- |

| 0  | Italia (bandiera)                              | PG | Caterina Dotto          | 1993 | 165 cm |  |  |
| 1  | Cipro (bandiera)                               | A  | Ivana Raca              | 1999 | 189 cm |  |  |
| 4  | Italia (bandiera)                              | P  | Elena Fietta            | 1995 | 165 cm |  |  |
| 4  | Italia (bandiera)                              | P  | Greta Ramon             | 2006 |        |  |  |
| 5  | Italia (bandiera)                              | P  | Giulia Arturi (C)       | 1987 | 175 cm |  |  |
| 6  | Italia (bandiera)                              | A  | Gaia Beachi             | 2003 |        |  |  |
| 6  | Italia (bandiera)                              | P  | Maddalena Gaia Gorini   | 1992 | 178 cm |  |  |
| 6  | Italia (bandiera)                              | G  | Valentina Resemini      | 2005 | 172 cm |  |  |
| 7  | Italia (bandiera)                              | A  | Sara Ronchi             | 2003 | 182 cm |  |  |
| 9  | Italia (bandiera)                              | A  | Sara Crudo              | 1995 | 184 cm |  |  |
| 11 | Italia (bandiera)                              | P  | Federica Merisio        | 2003 | 170 cm |  |  |
| 12 | Stati Uniti (bandiera)                         | C  | Bashaara Keyana Graves  | 1994 | 188 cm |  |  |
| 14 | Italia (bandiera)                              | PG | Ilaria Panzera          | 2002 | 178 cm |  |  |
| 15 | Italia (bandiera)                              | A  | Laura Valli             | 2003 | 182 cm |  |  |
| 18 | Italia (bandiera)                              | A  | Valeria Trucco          | 1999 | 191 cm |  |  |
| 20 | Italia (bandiera)                              | C  | Elisa Ercoli            | 1995 | 190 cm |  |  |
| 24 | Stati Uniti (bandiera) · Porto Rico (bandiera) | G  | Jazmon Chameli Gwathmey | 1993 | 188 cm |  |  |

| Allenatore |
| - Cinzia Zanotti |
| Assistente/i |
| - Martina Gargantini - Gianmarco Petitto Legenda - (C) Capitano - Infortunato Roster Aggiornato al: 19 novembre 2021 |

## Risultati

### Coppa Italia
| Arbitri: | Andrea Longobucco (Ciampino) Maria Giulia Forni (Cervia) Alexa Castellaneta (Bolzano) |

|                  |          |                  |
| Ndour 17         | Punti    | 20 Panzera       |
| tre giocatrici 3 | Assist   | 3 tre giocatrici |
| Ndour 13         | Rimbalzi | 9 Raca           |

## Statistiche

### Statistiche di squadra
| Competizione | Punti | In casa | In casa | In casa | In casa | In casa | In trasferta | In trasferta | In trasferta | In trasferta | In trasferta | Totale | Totale | Totale | Totale | Totale | Totale |
| Competizione | Punti | G       | V       | P       | Ptf     | Pts     | G            | V            | P            | Ptf          | Pts          | G      | V      | P      | Ptf    | Pts    | Diff.  |
| ------------ | ----- | ------- | ------- | ------- | ------- | ------- | ------------ | ------------ | ------------ | ------------ | ------------ | ------ | ------ | ------ | ------ | ------ | ------ |
| Serie A1     | 24    | 13      | 7       | 6       | 918     | 872     | 13           | 5            | 8            | 813          | 849          | 26     | 12     | 14     | 1731   | 1721   | +10    |
| Coppa Italia |       | -       | -       | -       | -       | -       | 1            | 0            | 1            | 72           | 85           | 1      | 0      | 1      | 72     | 85     | -13    |
| Totale       |       | 13      | 7       | 6       | 918     | 872     | 14           | 5            | 9            | 885          | 934          | 27     | 12     | 15     | 1803   | 1806   | -3     |

### Statistiche delle giocatrici
| Giocatrice              | Partite | Partite | Min. | Pun | Tiri da 2 | Tiri da 2 | Tiri da 2 | Tiri da 3 | Tiri da 3 | Tiri da 3 | Tiri Liberi | Tiri Liberi | Tiri Liberi | Rimbalzi | Rimbalzi | Rimbalzi | Palle | Palle | Stopp. | Stopp. | Ass | Falli | Falli | Val. |
| Giocatrice              | Pr      | PG      | Min. | Pun | R         | T         | %         | R         | T         | %         | R           | T           | %           | D        | O        | T        | P     | R     | S      | D      | Ass | F     | S     | Val. |
| ----------------------- | ------- | ------- | ---- | --- | --------- | --------- | --------- | --------- | --------- | --------- | ----------- | ----------- | ----------- | -------- | -------- | -------- | ----- | ----- | ------ | ------ | --- | ----- | ----- | ---- |
| Giulia Arturi           | 1       | 1       | 9    | 3   |           |           |           | 1         | 1         | 100       |             |             |             |          |          |          | 2     | 1     |        |        | 1   | 1     | 1     | 3    |
| Gaia Beachi             | 2       | 1       | 21   | 10  | 2         | 3         | 67        | 2         | 5         | 40        |             |             |             | 3        |          | 3        | 2     | 1     |        |        |     |       |       | 8    |
| Sara Crudo              | 23      | 22      | 522  | 176 | 41        | 89        | 46        | 25        | 50        | 50        | 19          | 26          | 73          | 79       | 28       | 107      | 33    | 25    | 1      | 3      | 24  | 46    | 25    | 200  |
| Caterina Dotto          | 24      | 23      | 666  | 178 | 44        | 131       | 34        | 13        | 47        | 28        | 51          | 58          | 88          | 49       | 11       | 60       | 47    | 31    | 7      |        | 61  | 40    | 69    | 177  |
| Elisa Ercoli            | 26      | 24      | 236  | 43  | 15        | 56        | 27        |           |           |           | 13          | 14          | 93          | 31       | 19       | 50       | 25    | 2     | 2      | 7      | 4   | 32    | 11    | 16   |
| Elena Fietta            | 21      | 18      | 240  | 51  | 15        | 41        | 37        | 3         | 15        | 20        | 12          | 13          | 92          | 26       | 7        | 33       | 19    | 11    | 3      | 1      | 28  | 24    | 17    | 56   |
| Maddalena Gaia Gorini   | 1       | 1       | 25   | 12  | 6         | 9         | 67        | 0         | 4         | 0         |             |             |             | 1        | 1        | 2        |       | 2     |        |        | 1   | 2     |       | 8    |
| Bashaara Keyana Graves  | 17      | 17      | 498  | 197 | 82        | 175       | 47        | 0         | 6         | 0         | 33          | 49          | 67          | 75       | 62       | 137      | 31    | 20    | 8      | 3      | 30  | 33    | 44    | 244  |
| Jazmon Chameli Gwathmey | 24      | 24      | 791  | 378 | 124       | 258       | 48        | 19        | 68        | 28        | 73          | 87          | 84          | 118      | 29       | 147      | 48    | 16    | 2      | 18     | 61  | 61    | 78    | 390  |
| Federica Merisio        | 25      | 11      | 93   | 21  | 2         | 6         | 33        | 5         | 19        | 26        | 2           | 2           | 100         | 3        |          | 3        | 7     | 1     | 1      | 2      | 5   | 11    | 2     | -3   |
| Ilaria Panzera          | 22      | 21      | 518  | 113 | 23        | 66        | 35        | 15        | 62        | 24        | 22          | 33          | 67          | 36       | 13       | 49       | 26    | 46    | 2      | 4      | 47  | 47    | 31    | 114  |
| Ivana Raca              | 25      | 25      | 829  | 309 | 87        | 190       | 46        | 22        | 87        | 25        | 69          | 94          | 73          | 105      | 34       | 139      | 60    | 26    | 10     | 9      | 44  | 47    | 100   | 317  |
| Greta Ramon             | 12      | 3       | 12   | 0   |           |           |           | 0         | 2         | 0         |             |             |             |          |          |          | 3     | 1     |        |        | 2   | 1     |       | -3   |
| Valentina Resemini      | 1       | 0       |      | 0   |           |           |           |           |           |           |             |             |             |          |          |          |       |       |        |        |     |       |       |      |
| Sara Ronchi             | 5       | 1       | 2    | 0   | 0         | 1         | 0         |           |           |           |             |             |             |          |          |          |       |       |        |        |     | 1     |       | -2   |
| Valeria Trucco          | 26      | 26      | 775  | 240 | 57        | 125       | 46        | 37        | 98        | 38        | 15          | 19          | 79          | 123      | 38       | 161      | 30    | 19    |        | 9      | 44  | 55    | 22    | 277  |
| Laura Valli             | 14      | 3       | 12   | 0   | 0         | 3         | 0         | 0         | 1         | 0         |             |             |             | 2        | 1        | 3        |       |       |        |        | 1   | 1     |       | -1   |